# شفرة الفوضى
شقرة الفوضى هي رواية خيال علمي وفانتازيا لفئة اليافعين، صدرت عام 2007، من تأليف الكاتب البريطاني جاستن ريتشاردز.
فازت الرواية بجائزة هَل لكتاب الأطفال عام 2008.

## ملخص الرواية
مات ستريبلي، فتى يبلغ من العمر 15 عامًا، يكتشف خلال عطلته من المدرسة الداخلية أن والده، عالم الآثار، اختفى في ظروف غامضة. يتبين له أن والده كان يعمل على شيفرة قديمة يُعتقد أنها كانت سببًا في انهيار حضارات قديمة. والآن، استولى رجل مهووس على هذه الشيفرة ويخطط لاستخدامها للسيطرة على الكون.

## الاستقبال
قدمت مجلة بابليشرز ويكلي مراجعة مختلطة للرواية، مشيدةً بالحركة السريعة والأحداث المثيرة، لكنها انتقدت ضعف عمق الشخصيات وعدم واقعية بعض الأحداث.
وكيركوس ريفيوز كانت أكثر إيجابية، مشيرة إلى أن الرواية ستشد انتباه القارئ وتجذبه للاستمرار في القراءة حتى بعد إطفاء الأنوار.